# Ficus cestrifolia
Ficus cestrifolia är en mullbärsväxtart som beskrevs av Heinrich Wilhelm Schott och Spreng.. Ficus cestrifolia ingår i släktet fikonsläktet, och familjen mullbärsväxter. Inga underarter finns listade i Catalogue of Life.